# Ryota Aoki
Ryota Aoki (青木 良太, Aoki Ryota) est un footballeur japonais né le 19 août 1984. Il évolue au poste de défenseur.

## Biographie
Ryota Aoki commence sa carrière professionnelle au Gamba Osaka. En 2008, il est transféré au JEF United Ichihara Chiba.

## Palmarès
- Champion du Japon en 2005 avec le Gamba Osaka
- Vainqueur de la Coupe de la Ligue japonaise en 2007 avec le Gamba Osaka
- Finaliste de la Coupe de la Ligue japonaise en 2005 avec le Gamba Osaka